# إيمري كولاك
إيمري كولاك (بالتركية: Emre Çolak)‏ هو لاعب كرة قدم تركي ولد في 20 مايو 1991 م . لعب سابقاً في نادي الوحدة السعودي، وهو أول لاعب تركي في التاريخ يلعب ببطولة دوري المحترفين السعودي.

## وصفه
مركز اللاعب : وسط الملعب .
طوله 168 سم .
من مميزاته : يتميز بمهارة عالية ،هو لاعب صغير السن مما يسمح له بتطوير نفسه بشكل جيد .
لعب في جميع الفرق لمنتخب تركيا للشباب .

## روابط خارجية
- إيمري كولاك على موقع الاتحاد الدولي (مؤرشف)  (الإنجليزية)
- إيمري كولاك على موقع الاتحاد الأوربي (الإنجليزية)
- إيمري كولاك على موقع اتحاد تركيا (لاعب) (الإنجليزية)
- إيمري كولاك على موقع قاعدة بيانات كرة القدم.إي يو (الإنجليزية)
- إيمري كولاك على موقع ناشيونال فوتبول تيمز (الإنجليزية)
- إيمري كولاك على موقع Soccerbase.com (لاعب) (الإنجليزية)
- إيمري كولاك على موقع Soccerway.com (الإنجليزية)
- إيمري كولاك على موقع عالم كرة القدم.نت (الإنجليزية)
- إيمري كولاك على موقع كووورة
- إيمري كولاك على موقع AS.com (الإسبانية)